# Carl Biebighäuser

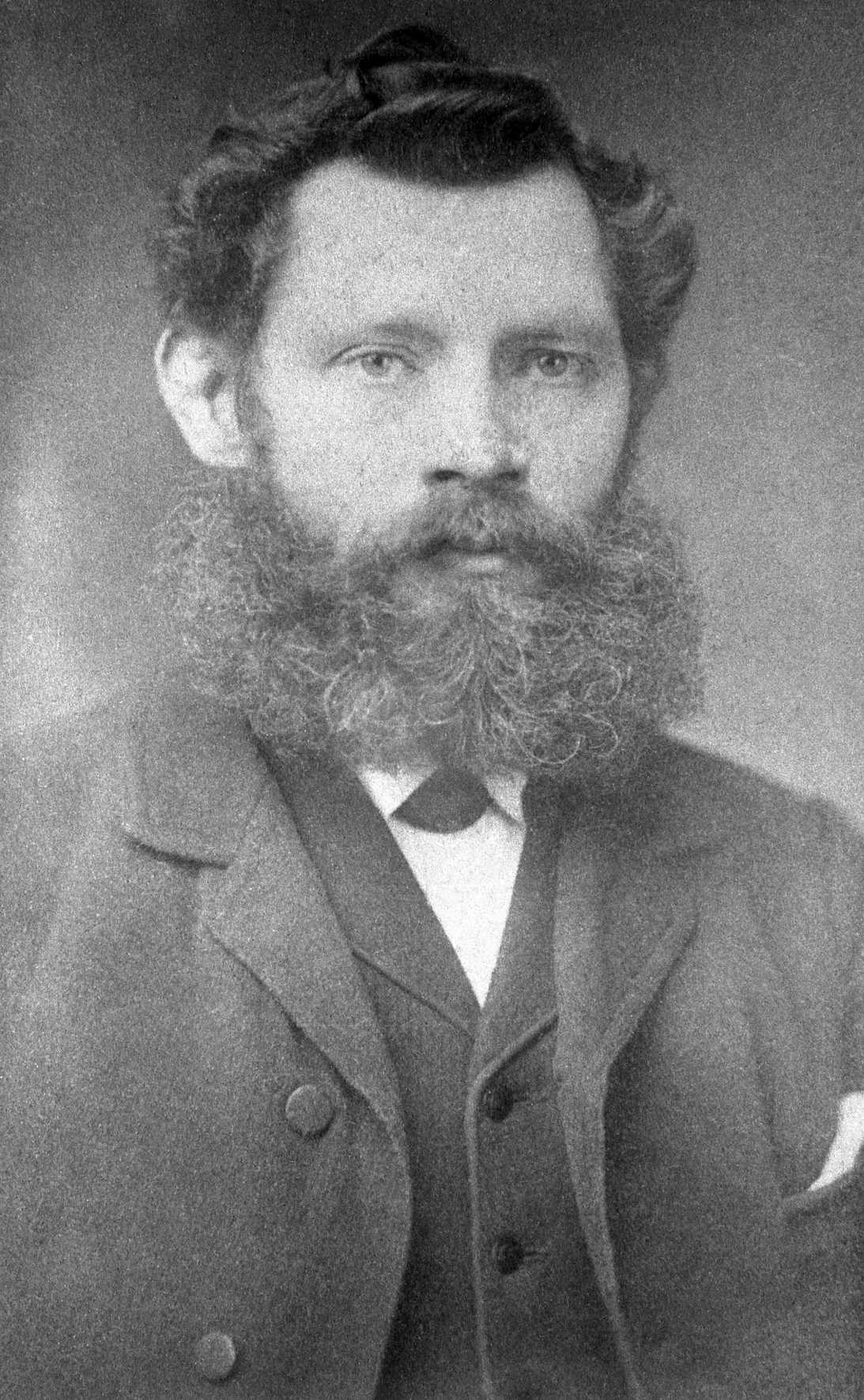
Carl Biebighäuser

Carl Biebighäuser (* 3. Dezember 1842 in Barmen (heute Stadtteil von Wuppertal); † 18. Mai 1900 ebenda) war ein deutscher Räuberhauptmann. Er war bekannt als der „bergische Robin Hood“, der im Bergischen Land mit einer kleinen Räuberbande von 20 Mann sein Unwesen trieb.

## Leben
Der gebürtiger Barmer war von Beruf Färber. Den größten Teil seiner Beute soll er an Arme und Bedürftige verteilt haben. Unklar bleibt, ob er nur stahl oder wirklich auch die Menschen beraubte. In den 1870er Jahren trieb Biebighäuser im Tal der Wupper sein Unwesen. Von Elberfeld bis Barmen, zwischen Schwelm, Neviges und Altena galt er als „Robin Hood“ oder „Schinderhannes“ des Bergischen Landes, und war eine Berühmtheit seiner Zeit.
In der Nacht des 30. März 1874 wurde Biebighäuser durch Verrat in einer Höhle am Mirker Busch überrascht und verhaftet. Der durch zahllose Tumulte gestörte Prozess (24. bis 29. Juli 1874) endete erst nach der Räumung des Gerichtsgebäudes und der angrenzenden Straßen am 29. Juli 1874 um 1 Uhr nachts. Doch „Wuppertaler hängen keinen, sie hätten ihn denn.“ Nur zwölf Tage später gelang Biebighäuser die Flucht. Postwendend schrieb er der Barmer Zeitung und diese veröffentlichte prompt sein Schmähgedicht. Der Elberfelder Born Verlag gab sogar einen Epos über „den argen Bösewicht“ heraus. Schließlich wurde Biebighäuser mit seiner Bande bei einem seiner zahlreichen Wirtshausbesuche erkannt, erneut verhaftet und endgültig für zehn Jahre eingesperrt.
Nach langen Jahren im Gefängnis und der Rückkehr ins Tal machte Biebighäuser mit einem Streifenpolizisten Bekanntschaft, pikanterweise in einem „Etablissement“ an der Fuhr, dem heutigen Islandufer. Dieser Umstand führte zur erneuten Verhaftung Biebighäusers. Er galt als nicht mehr resozialisierbar und man unternahm den Versuch, ihn nach Amerika abzuschieben. Kurze Zeit später aber war Carl Biebighäuser wieder da. Er behauptete, man hätte ihn in Amerika gar nicht erst einreisen lassen und ihn direkt wieder zurückgeschickt: „En Amerika hatten se schleite Völker genoch, do konnten se meck nit bruken“. Wieder im Barmen eröffnete Biebighäuser in der Parlamentsstraße 7 eine Gemüsehandlung, die er dann bis zum Ende seiner Tage betrieb.
Biebighäuser starb am 18. Mai 1900 in Barmen.

## Künstlerische Auseinandersetzung mit Biebighäuser in der Gegenwart
Wie verschiedene Beispiele zeigen, wird die Erinnerung an Biebighäuser noch immer bewahrt.
In den Bergischen Heimatspielen, die jährlich in Remscheid-Lüttringhausen aufgeführt werden, trägt eines der Stücke den Titel Biebighäuser.
Der Wuppertaler Schauspieler, Sprecher und Regisseur Olaf Reitz hat 2007 ein Hörbuch über Biebighäuser produziert.